# Liste des sites Natura 2000 du Loiret

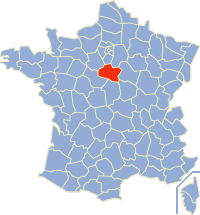
Le département du Loiret (en rouge) sur une carte de France

La liste des sites Natura 2000 du Loiret recense les sites du réseau Natura 2000 situés dans le département français du Loiret (région Centre-Val de Loire).

## Statistiques
Le Loiret compte 14 sites classés Natura 2000 dont dix bénéficient d'un classement comme site d'intérêt communautaire (SIC) et quatre comme zone de protection spéciale (ZPS).

## Liste
Les sites Natura 2000 du Loiret sont répertoriés dans le tableau ci-dessous.
| Site                                                             | Type | Superficie (ha) | Communes du Loiret | Fiche     | Coordonnées                      | Photo                                                             |
| ---------------------------------------------------------------- | ---- | --------------- | --- | --------- | -------------------------------- | ----------------------------------------------------------------- |
| Coteaux calcaires ligériens entre Ouzouer-sur-Loire et Briare    | SIC  | +00 0009,98     | Dampierre-en-Burly, Gien, Ouzouer-sur-Loire, Saint-Firmin-sur-Loire, Saint-Martin-sur-Ocre | FR2400530 | 47° 38′ 24″ nord, 2° 42′ 25″ est |                                                                   |
| Étangs de la Puisaye                                             | SIC  | +000403,        | Breteau, Champoulet, Escrignelles, Feins-en-Gâtinais, Ouzouer-sur-Trézée | FR2400527 | 47° 41′ 45″ nord, 2° 52′ 23″ est |                                                                   |
| Forêt d'Orléans et périphérie                                    | SIC  | +002 251,       | Boigny-sur-Bionne, Les Bordes, Bougy-lez-Neuville, Bouzy-la-Forêt, Bray-en-Val, Cercottes, Chambon-la-Forêt, Chevilly, Chilleurs-aux-Bois, Châtenoy, Combreux, Coudroy, Fay-aux-Loges, Ingrannes, Lorris, Loury, Marigny-les-Usages, Montereau, Nibelle, Rebréchien | FR2400524 | 47° 48′ 09″ nord, 2° 28′ 37″ est | La forêt d'Orléans depuis l'observatoire des Caillettes à Nibelle |
| Lande à genévriers de Nogent-sur-Vernisson                       | SIC  | +00 0008,       | Nogent-sur-Vernisson | FR2400526 | 47° 50′ 41″ nord, 2° 45′ 51″ est |                                                                   |
| Marais de Sceaux et Mignerette                                   | SIC  | +0 00065,       | Bordeaux-en-Gâtinais, Corbeilles, Mignerette, Préfontaines, Sceaux-du-Gâtinais | FR2400525 | 48° 06′ 30″ nord, 2° 34′ 08″ est |                                                                   |
| Nord-Ouest Sologne                                               | SIC  | +001 337,       | Dry, Jouy-le-Potier, Lailly-en-Val | FR2400556 | 47° 44′ 51″ nord, 1° 44′ 58″ est |                                                                   |
| Sites à chauves-souris de l'Est du Loiret                        | SIC  | +00 0001,13     | Saint-Firmin-des-Bois, Château-Renard, Chantecoq | FR2402006 | 47° 57′ 24″ nord, 2° 59′ 07″ est |                                                                   |
| Sologne                                                          | SIC  | +346 184,       | Ardon, La Ferté-Saint-Aubin, Isdes, Jouy-le-Potier, Ligny-le-Ribault, Marcilly-en-Villette, Menestreau-en-Villette, Saint-Florent, Saint-Gondon, Sennely, Vannes-sur-Cosson, Viglain, Villemurlin (à compléter) | FR2402001 | 47° 32′ 10″ nord, 1° 58′ 48″ est | Étang en Sologne                                                  |
| Vallée de l'Essonne et vallons voisins                           | SIC  | +000969,        | Augerville-la-Rivière, Aulnay-la-Rivière, Autruy-sur-Juine, Boësses, Bondaroy, Briarres-sur-Essonne, Dimancheville, Estouy, Labrosse, La Neuville-sur-Essonne, Malesherbes, Ondreville-sur-Essonne, Orville, Pithiviers, Villereau, Yèvre-la-Ville (à compléter) | FR2400523 | 48° 14′ 54″ nord, 2° 17′ 03″ est |                                                                   |
| Vallée de la Loire de Tavers à Belleville-sur-Loire              | SIC  | +007 120,       | Baule, Beaugency, Beaulieu-sur-Loire, Bonny-sur-Loire, Bou, Briare, Chaingy, La Chapelle-Saint-Mesmin, Châteauneuf-sur-Loire, Châtillon-sur-Loire, Chécy, Combleux, Dampierre-en-Burly, Dry, Germigny-des-Prés, Gien, Guilly, Jargeau, Lailly-en-Val, Lion-en-Sullias, Mardié, Mareau-aux-Prés, Meung-sur-Loire, Nevoy, Orléans, Ousson-sur-Loire, Ouvrouer-les-Champs, Ouzouer-sur-Loire, Poilly-lez-Gien, Saint-Aignan-le-Jaillard, Saint-Ay, Saint-Benoit-sur-Loire, Saint-Brisson-sur-Loire, Saint-Denis-en-Val, Saint-Denis-de-l'Hôtel, Saint-Firmin-sur-Loire, Saint-Gondon, Saint-Hilaire-Saint-Mesmin, Saint-Jean-le-Blanc, Saint-Jean-de-Braye, Saint-Jean-de-la-Ruelle, Saint-Martin-sur-Ocre, Saint-Père-sur-Loire, Saint-Pryvé-Saint-Mesmin, Sandillon, Sigloy, Sully-sur-Loire, Tavers | FR2400528 | 47° 48′ 57″ nord, 2° 17′ 12″ est | La Loire à Chécy                                                  |
| Beauce et vallée de la Conie (Loiret : 4 %, Eure-et-Loir : 96 %) | ZPS  | +071 753,       | Patay, Villeneuve-sur-Conie, Rouvray-Sainte-Croix, Sougy | FR2410002 | 48° 12′ nord, 1° 42′ est         |                                                                   |
| Étang de Galetas                                                 | ZPS  | +000631,        | Foucherolles | FR2612008 | 48° 06′ 00″ nord, 3° 02′ 00″ est |                                                                   |
| Forêt d'Orléans                                                  | ZPS  | +032 177,3      | Ingrannes, Seichebrières, Sully-la-Chapelle, Bouzy-la-Forêt, Bray-en-Val, Chambon-la-Forêt, Châteauneuf-sur-Loire, Châtenoy, Chilleurs-aux-Bois, Combreux,Coudroy, Courcy-aux-Loges, Dampierre-en-Burly, Fay-aux-Loges, Le Moulinet-sur-Solin, Les Bordes, Les Choux, Lorris, Loury, Montereau,Nesploy, Nibelle, Ouzouer-sur-Loire, Saint-Martin-d’Abbat, Sury-aux-Bois, Traînou, Vieilles-Maisons-sur-Joudry, Vitry-aux-Loges, Vrigny | FR2410018 | 47° 59′ 18″ nord, 2° 13′ 55″ est |                                                                   |
| Vallée de la Loire du Loiret                                     | ZPS  | +007 684,       | Baule, Beaugency, Beaulieu-sur-Loire, Bonny-sur-Loire, Bou, Briare, Chaingy, La Chapelle-Saint-Mesmin, Châteauneuf-sur-Loire, Châtillon-sur-Loire, Chécy, Combleux, Dampierre-en-Burly, Dry, Germigny-des-Prés, Gien, Guilly, Jargeau, Lailly-en-Val, Lion-en-Sullias, Mardié, Mareau-aux-Prés, Meung-sur-Loire, Nevoy, Orléans, Ousson-sur-Loire, Ouvrouer-les-Champs, Ouzouer-sur-Loire, Poilly-lez-Gien, Saint-Aignan-le-Jaillard, Saint-Ay, Saint-Benoit-sur-Loire, Saint-Brisson-sur-Loire, Saint-Denis-en-Val, Saint-Denis-de-l'Hôtel, Saint-Firmin-sur-Loire, Saint-Gondon, Saint-Hilaire-Saint-Mesmin, Saint-Jean-le-Blanc, Saint-Jean-de-Braye, Saint-Jean-de-la-Ruelle, Saint-Martin-sur-Ocre, Saint-Père-sur-Loire, Saint-Pryvé-Saint-Mesmin, Sandillon, Sigloy, Sully-sur-Loire, Tavers | FR2410017 | 47° 48′ 57″ nord, 2° 17′ 12″ est | La Loire à Beaugency                                              |